# علم البرديات

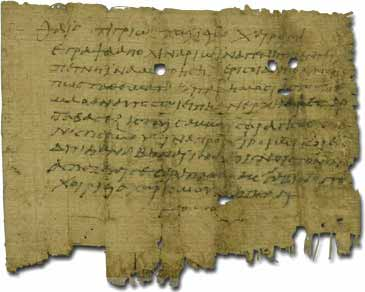
رسالة خاصة باللغة الإغريقية مكتوبة على البردي في القرن الثاني الميلادي، عُثر عليها في أوكسيرينخوس، وقد نجمت الثقوب الموجودة في الوثيقة عن عبث العثة.

علم البرديات أو علم البردي هو العلم الذي يختص بدراسة الأدب والمراسلات والمحفوظات القانونية وغير ذلك من السجلات القديمة المخطوطة على ورق البردي، الذي كان أكثر أنواع الرقاع استخدامًا في الحضارات القديمة في كل من مصر واليونان وروما. ويشمل علم البرديات أيضًا ترجمة وتأويل الوثائق القديمة المكتوبة بعدة لغات، إلى جانب حفظ وثائق البردي الأصلية النادرة والعناية بها.

## نشأته وتاريخه
نُشرت أول بردية في العالم الغربي سنة 1778، وتولى نشرها في فليتري الكاردينال ستيفانو بورجا، الذي كان من المهتمين بالآثار، وقد حملت البرديات المنشورة عنوان "Charta papyracea Graece scripta Museums Borgiani Velitris"، واشتهرت باسم Charta Borgiana.
إلا أن علم البرديات لم ينشأ بشكله المنهجي منذ العقد الأخير من القرن التاسع عشر، عندما اكتشف الأثريون ذخائر هائلة من البرديات بحالة جيدة في عدة مواقع بمصر كأرسينوي (الفيوم) وأوكسيرينخوس، وتعد مجموعة البرديات الوثنية والمسيحية والعربية المسماة ببرديات راينر، والمحفوظة في العاصمة النمساوية فيينا، أول مجموعة ضخمة مُكتشَفة من مخطوطات البردي وُجدت في الفيوم. وكان أحد تجار المفروشات العاملين بالقاهرة قد اشترى أكثر من عشرة آلاف بردية وبعض النصوص المخطوطة على الكتان لحساب كاراباسيك نحو سنة 1880، منها ما يزيد على ثلاثة آلاف بردية مكتوبة باللغة العربية. وقد كان مصدر هذه البرديات منطقتا كوم فارس (كروكوديلون بوليس) وإهناسيا المدينة (هيراكليوبوليس ماغنا)، وفي سنة 1882، نُقلت هذه البرديات إلى فيينا، وفي العام التالي عُرضت للجمهور، قبل أن يشتريها الأرشيدوق راينر ويهديها إلى الأكاديمية الإمبراطورية للعلوم (بالألمانية: Kaiserliche Akademie der Wissenschaften) في فيينا.

## الآباء المؤسسون
من أبرز مؤسسي علم البرديات المستشرق النمساوي يوسف فون كاراباسيك (علم البرديات العربية) والألماني فيلهلم شوبارت (علم البرديات الإغريقية) وعالم الآثار النمساوي تيودور غراف (الذي جمع في مصر أكثر من مائة ألف بردية إغريقية وعربية وقبطية وفارسية، اشتراها فيما بعد الأرشيدوق راينر النمساوي) والجورجي غريغول تسيريتيلي (الذي نشر برديات تعود إلى مجموعات روسية وجورجية)، والسير فريدريك جورج كينيون والمؤرخ الألماني أولريخ فيلكن وعالما المصريات الإنجليزيان برنارد غرينفل وآرثر هانت، وغيرهم.

## المراكز المتخصصة
نشأت العديد من مراكز الأبحاث المتخصصة في البرديات في كل من جامعات أكسفورد وهايدلبرغ وكولومبيا وميشيغان وليدن وجامعة كاليفورنيا في بيركلي والمكتبة الوطنية النمساوية ومعهد علم البرديات بجامعة فلورنسا.